# Archie Bunker (band)
Archie Bunker is een Amerikaanse metalband, afkomstig uit Dallas (Texas). De band maakte eerst drie demo's. Kort na het verschijnen van het eerste en enige album "Lucky 13" werd de band opgeheven.
In 1999 werkten ze toch nog mee aan een coveralbum. Samen met de band Wrathchild maakten ze een Iron Maiden-coveralbum.

## Artiesten
- Ben Smith - zang
- Miguel Saldana - basgitaar
- Henry Vasquez - drums
- Kevin Brandford - gitaar

## Discografie
- 1997 - Lucky 13
- 1999 - Slave to the Power - A Tribute to Iron Maiden (met de band Wrathchild)